# Joueur français de l'année 2019
Navigation
Édition précédente Édition suivante
Le joueur français de l'année 2019 est une distinction attribuée par France Football qui récompense le meilleur footballeur français au cours de l'année civile 2019. Il s'agit de la 62e remise du trophée du meilleur joueur français depuis 1958.

## Palmarès
| #  | Nom               | Club                                 | Points |
| -- | ----------------- | ------------------------------------ | ------ |
| 1  | Kylian Mbappé     | Paris Saint-Germain                  | 130    |
| 2  | Karim Benzema     | Real Madrid                          | 100    |
| 3  | Antoine Griezmann | Atlético Madrid FC Barcelone         | 44     |
| 4  | Hugo Lloris       | Tottenham Hotspur                    | 36     |
| 5  | Raphaël Varane    | Real Madrid                          | 31     |
| 6  | N'Golo Kanté      | Chelsea FC                           | 27     |
| 6  | Clément Lenglet   | FC Barcelone                         | 27     |
| 8  | Blaise Matuidi    | Juventus FC                          | 15     |
| 8  | Moussa Sissoko    | Tottenham Hotspur                    | 15     |
| 10 | Wissam Ben Yedder | Séville FC AS Monaco                 | 9      |
| 11 | Aymeric Laporte   | Manchester City                      | 8      |
| 12 | Kingsley Coman    | Bayern Munich                        | 5      |
| 12 | Tanguy Ndombele   | Olympique lyonnais Tottenham Hotspur | 5      |
| 14 | Mattéo Guendouzi  | Arsenal FC                           | 4      |
| 15 | Olivier Giroud    | Chelsea FC                           | 3      |
| 15 | Alassane Pléa     | Borussia Mönchengladbach             | 3      |
| 17 | Jonathan Ikoné    | LOSC Lille                           | 1      |
| 17 | Corentin Tolisso  | Bayern Munich                        | 1      |